# Peltopteryx
Peltopteryx is een geslacht van steenvliegen uit de familie Peltoperlidae. De wetenschappelijke naam van het geslacht is voor het eerst geldig gepubliceerd in 1989 door Stark.

## Soorten
Peltopteryx omvat de volgende soorten:
- Peltopteryx zwicki Stark, 1989